# Mars Blackmon
Pour les articles homonymes, voir Blackmon.

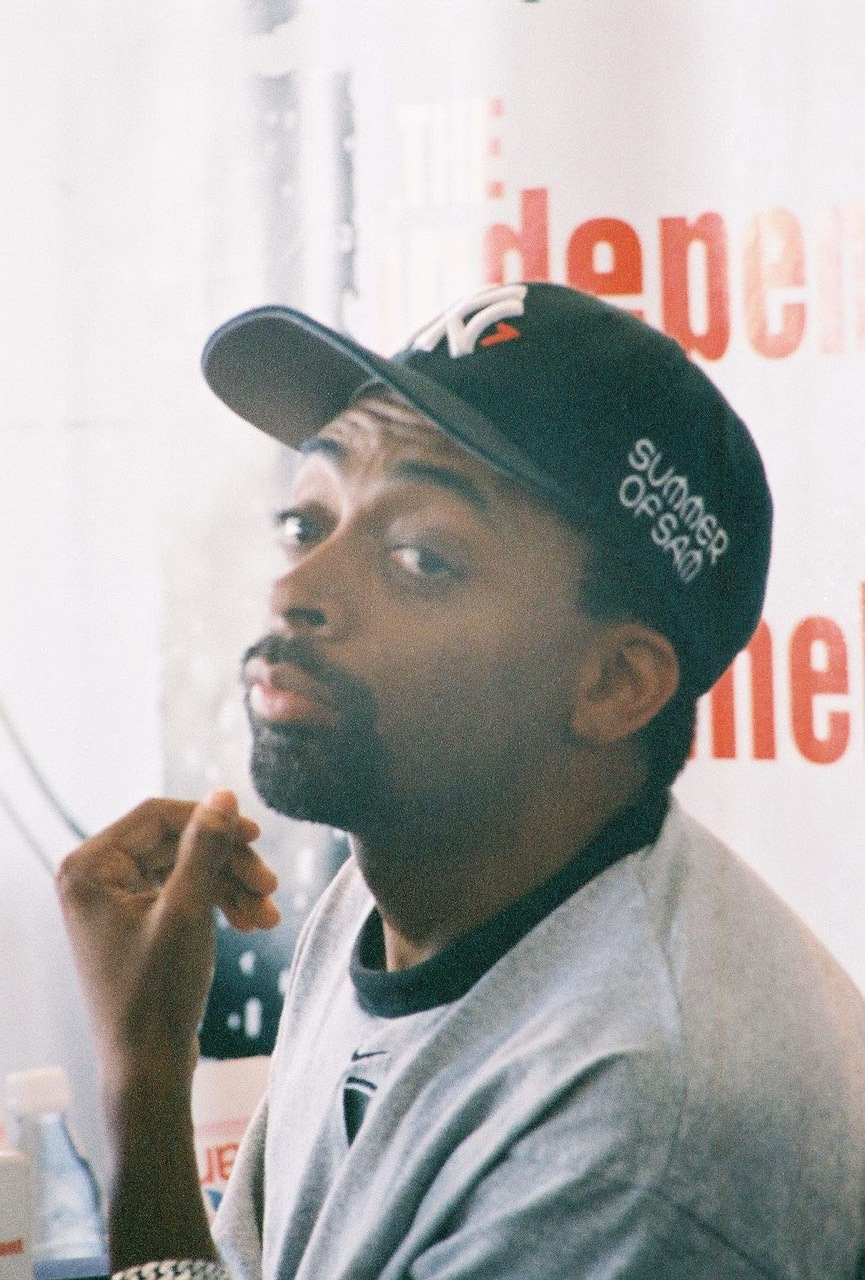
Le cinéaste Spike Lee a créé et interprété le personnage, qui est apparu pour la première fois dans le film She's Gotta Have It (1986).

Mars Blackmon est un personnage fictif du film Nola Darling n'en fait qu'à sa tête. Il est joué par le scénariste et réalisateur du film, Spike Lee. Habitant Brooklyn, le cycliste Mars Blackmon essaie de conquérir le cœur de Nola Darling. Son objectif est de faire rire la jeune femme,. Il est fan des New York Knicks et de Michael Jordan. Il porte des grandes lunettes style années 1970 et possède un grand collier où l'on peut lire son prénom inscrit en lettres imposantes. Il est souvent habillé d'un tee-shirt surmonté d'un débardeur, coiffé d'une casquette de cycliste floquée Brooklyn. Durant tout le film, il ne quitte pas ses Air Jordan I « Royal Blue », très populaires en 1985, mises en valeur par des gros plans notamment dans une scène très sensuelle avec Nola Darling.
Spike Lee a déclaré avoir appelé sa grand-mère afin de trouver un prénom pour le personnage de son film. Sa grand-mère lui proposa alors « Mars » en hommage à l'arrière-arrière-grand-père du réalisateur.
En 1987, Spike Lee est contacté pour réaliser les publicités de la Air Jordan III. Il reprit alors son personnage du film, Mars Blackman, et l'associa à Michael Jordan. Cette campagne publicitaire plein d'humour contribua au succès de la basket. Elle est considérée comme l'une des plus réussies de l'histoire du marketing sportif. Par la suite, Mars Blackmon fut réutilisé pour promouvoir les Air Jordan IV, les Air Jordan V et les air Jordan VI entre 1988 et 1991. La complicité entre les deux hommes est telle que le basketteur se déguisa en Mars pour le spot des Air Jordan VI. Ils se trouvèrent dans d'autres publicités Nike en 1994 et 2003.  
La collaboration de Spike Lee et de Jordan Brand fut célébrée à plusieurs reprises par la création de baskets en l'honneur de Mars. Ainsi une Air Jordan IV « Fire Red », avec un dessin du personnage au niveau du talon sortie en 2006.

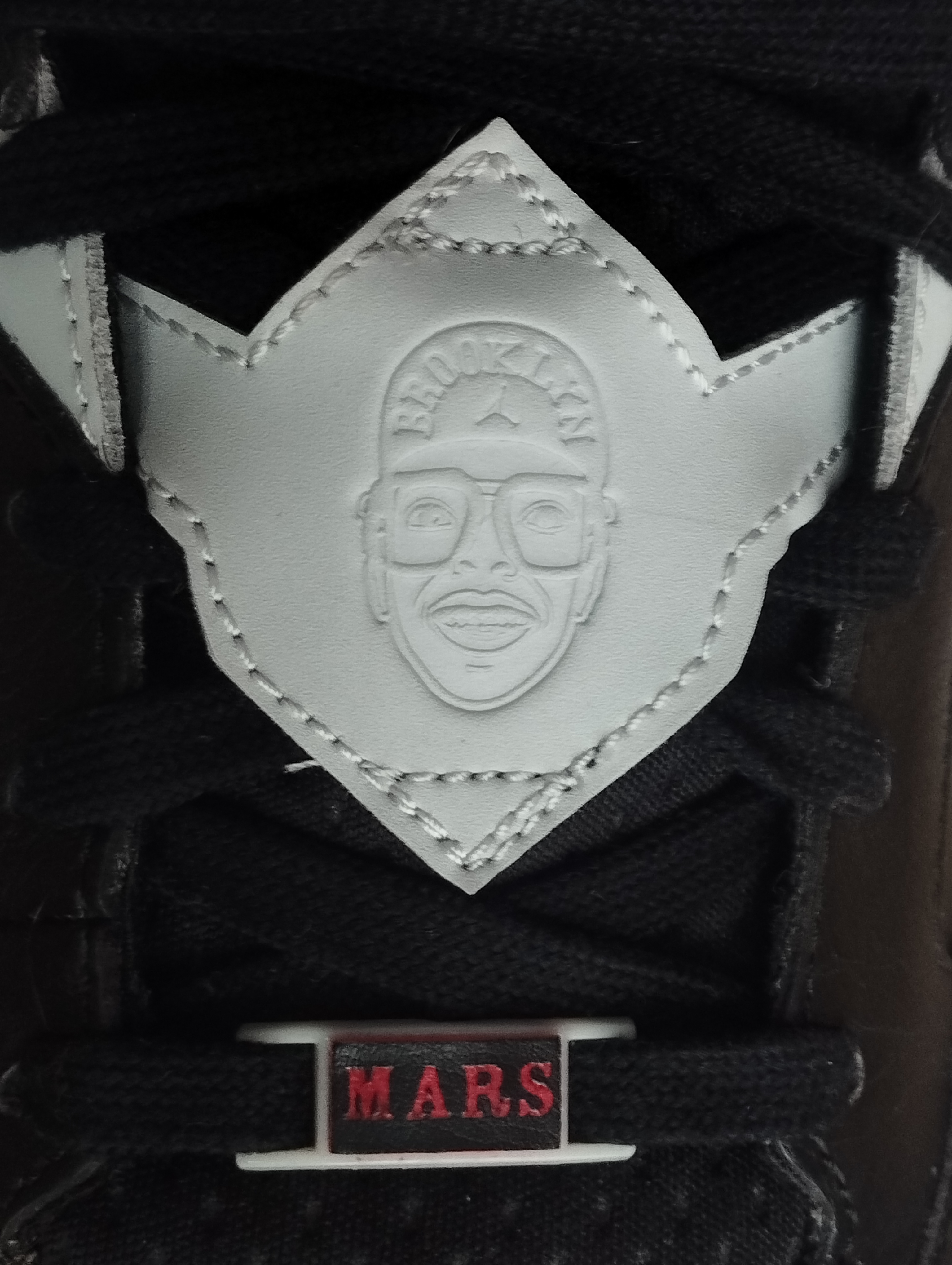
Portrait de Mars Blackmon sur la Air Jordan Son of Mars Black Cement (2015)

En 2012 sort la basket la Air Jordan Son of Mars qui rend hommage au personnage de Spike Lee. Sur la version Low, un cache-lacets est orné de son portrait.
Dans la série Nola Darling n'en fait qu'à sa tête (diffusée sur Netflix en 2017-2019), toujours réalisé par Spike Lee, c'est Anthony Ramos qui interprète le personnage.
En 2022, pour fêter les 50 ans de Nike, Spike Lee reprend le rôle de Mars dans un spot publicitaire intitulé Seen It All. Lors d’une partie d’échecs, il explique à sa partenaire Zimmie qu'il pense avoir tout vu au niveau sportif ces dernières années. Il précise même être le "pote de MJ (Michael Jordan) depuis 1988" et qu'il ne l'a jamais laissé tombé. Après avoir cité les nouvelles stars du sport, la jeune femme lui répliquera qu'il n'a encore rien vu !.

### Vidéos
- Michael Jordan Mars Blackmon pub nike sur youtube
- Air Jordan Mars Blackmon Can Can't pub nike sur youtube